# Allium crispum
Allium crispum là một loài thực vật có hoa trong họ Amaryllidaceae. Loài này được Greene mô tả khoa học đầu tiên năm 1888.

## Hình ảnh

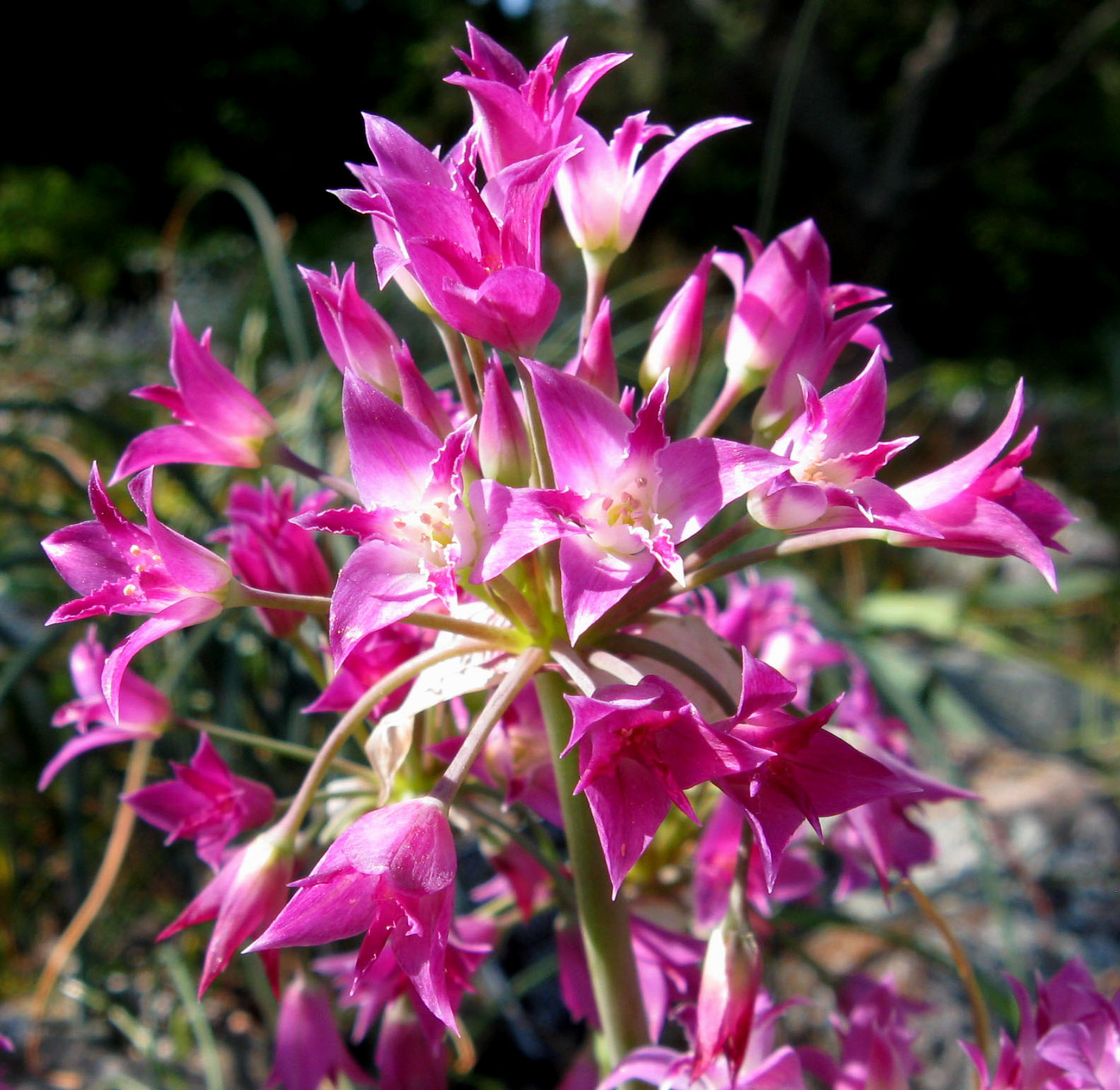
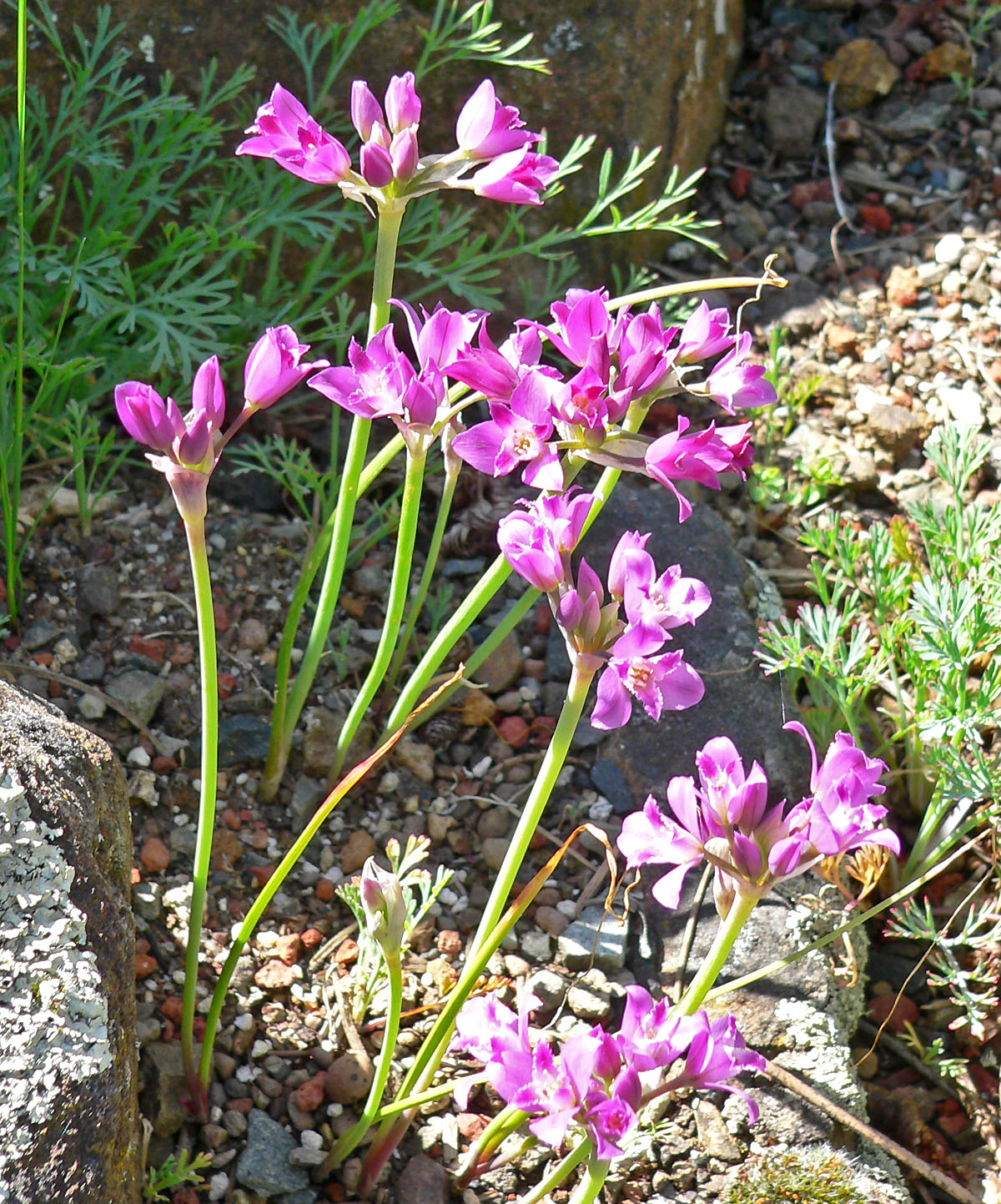
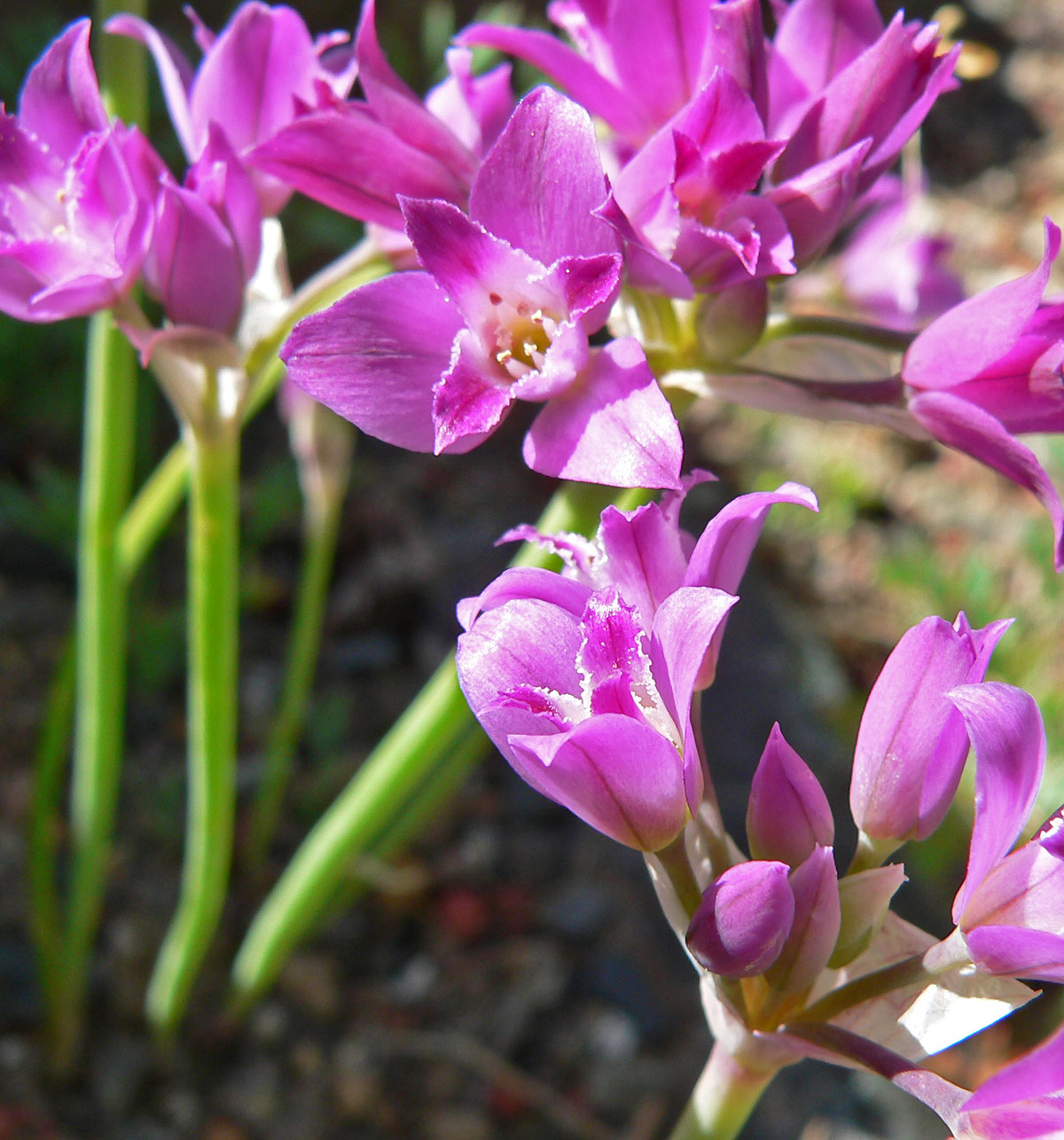
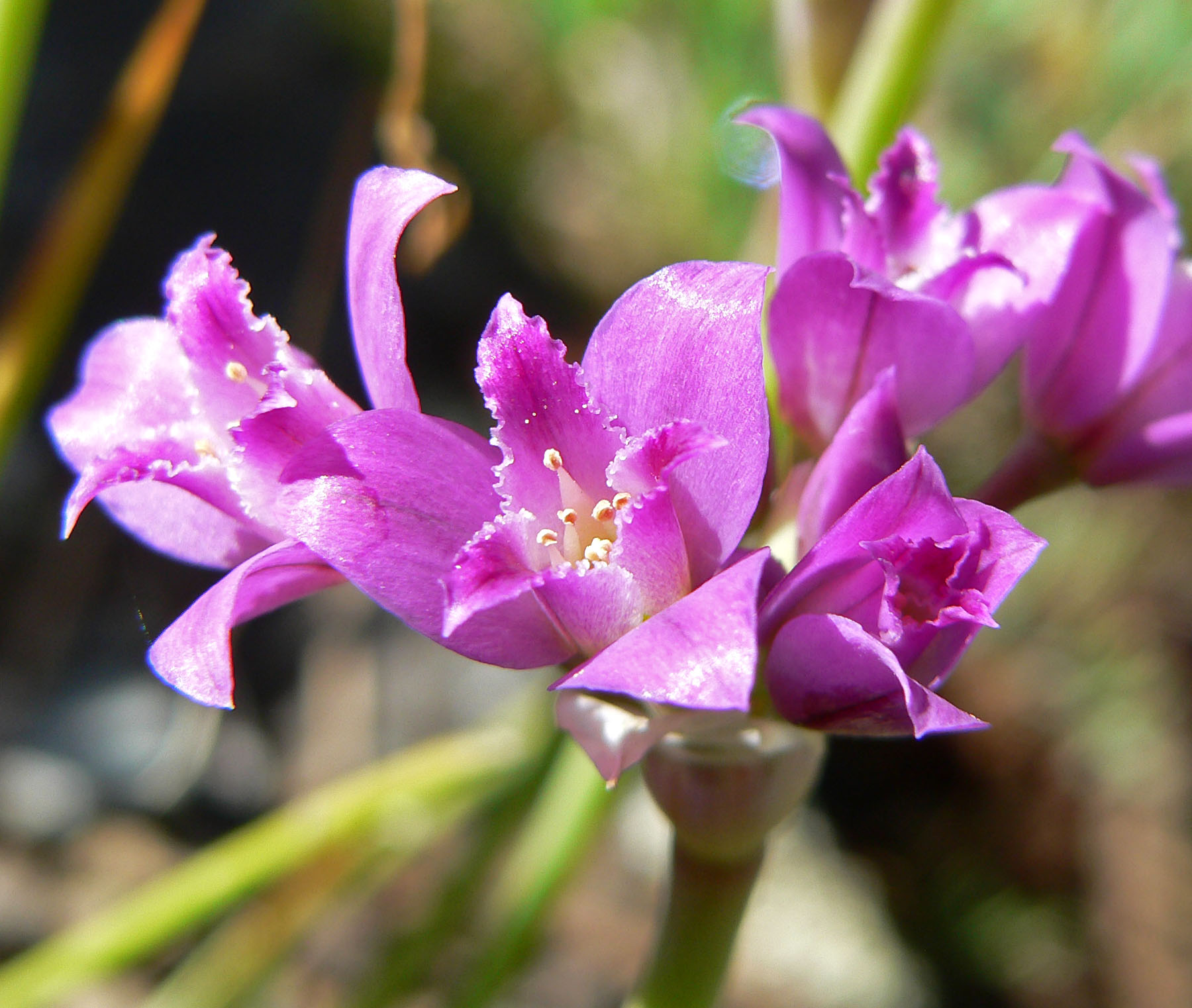